# Bâtiments de l'État-major des forces armées de Serbie-et-Monténégro et du ministère de la Défense
Les bâtiments de l'État-major des forces armées de Serbie-et-Monténégro et du ministère de la Défense (en serbe cyrillique : Зграде Генералштаба Војске Србије и Црне Горе и Министарства одбране ; en serbe latin : Zgrade Generalštaba Vojske Srbije i Crne Gore i Ministarstva odbrane) sont situés à Belgrade, la capitale de la Serbie, dans la municipalité urbaine de Savski venac. Construits entre 1955 et 1965, ils sont inscrits sur la liste des biens culturels de la ville de Belgrade.

## Présentation
Les deux bâtiments de l'État-major des forces armées de Serbie-et-Monténégro et du ministère de la Défense, situés 33-41 rue Kneza Miloša, ont été construits entre 1955 et 1965 par l'architecte Nikola Dobrović (en) pour accueillir le secrétariat de la Défense nationale de Yougoslavie. Le complexe est composé de deux blocs monumentaux descendant en gradins vers la rue Nemanjina. Ces blocs sont accessibles par deux portiques monumentaux. Les façades sont rythmées par l'usage de deux matériaux formant contraste : la pierre rouge sombre de Kosjerić et des plaques de marbre blanc de l'île de Brač.
Ce travail de Dobrović est considéré comme une œuvre importante de l'architecture serbe et yougoslave de l'après-Seconde Guerre mondiale. La forme et le caractère massif des bâtiments ainsi que leur situation à un carrefour très fréquenté de la ville de Belgrade en font un des repères architecturaux majeurs de la capitale serbe.